# Cryptochirus bani
Cryptochirus bani är en kräftdjursart som beskrevs av Antoinette Fize och Serene 1957. Cryptochirus bani ingår i släktet Cryptochirus och familjen Cryptochiridae. Inga underarter finns listade i Catalogue of Life.